# Base aérea de MacDill

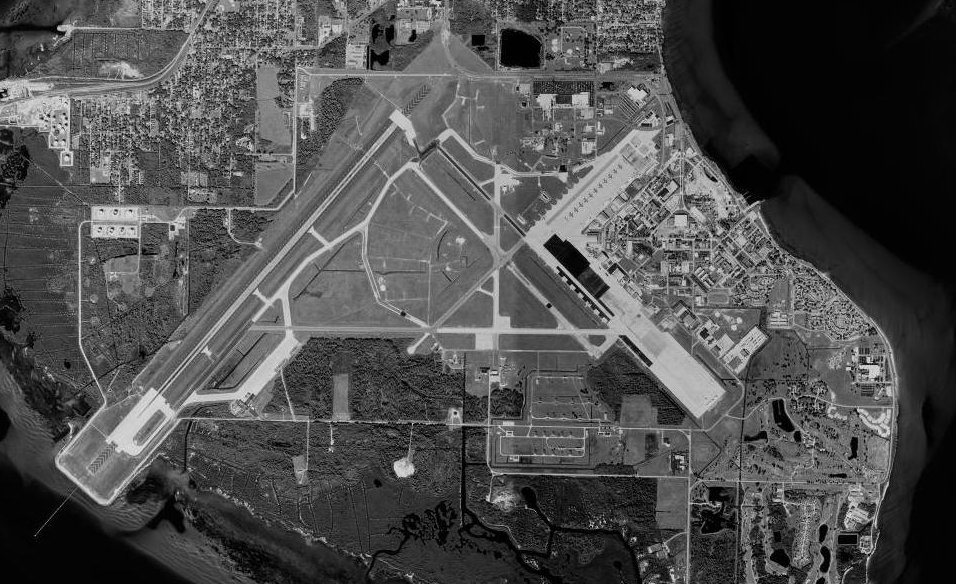
Imagem aérea da Base da Força Aérea MacDill. Data:1998-12-30. Autor:United States Geological Survey (USGS)

A Base aérea de MacDill (oficialmente e, em inglês, MacDill Air Force Base) (IATA: MCF, ICAO: KMCF, FAA LID: MCF) é uma base aérea da Força Aérea dos Estados Unidos localizada a 6,4 quilómetros de Tampa, na Flórida.
Foi construída entre 1939 e 1941, e é usada desde então.